# پردیگرا
پردیگرا (به اسپانیایی: Perdiguera) یک دهستان در اسپانیا است که در استان ساراگوسا واقع شده‌است. پردیگرا ۱۱۰ کیلومتر مربع مساحت و ۶۶۲ نفر جمعیت دارد.